# مايك غريدي (لاعب كرة قاعدة)
مايك غريدي (بالإنجليزية: Mike Grady)‏ هو لاعب كرة قاعدة أمريكي، ولد في 23 ديسمبر 1869 في كينيت سكوير في الولايات المتحدة، وتوفي بنفس المكان في 3 ديسمبر 1943.

## وصلات خارجية
- مايك غريدي على موقعبيزبول رفرنس.كوم (الدوري الرئيسي) (الإنجليزية)
- مايك غريدي على موقعبيزبول رفرنس.كوم (الدوري الثانوي) (الإنجليزية)